# Словенія на зимових Паралімпійських іграх 2014
Словенія на зимових Паралімпійських іграх 2014 року була представлена 1 спортсменом в одному виді спорту.

## Гірськолижний спорт
Чоловіки
| Спортсмен | Вид спорту                 | Забіг 1 | Забіг 1 | Забіг 1 | Забіг 2 | Забіг 2 | Забіг 2 | Остаточний/Всього | Остаточний/Всього | Остаточний/Всього |
| Спортсмен | Вид спорту                 | Час     | Різн.   | Місце   | Час     | Різн.   | Місце   | Час               | Різн.             | Місце             |
| --------- | -------------------------- | ------- | ------- | ------- | ------- | ------- | ------- | ----------------- | ----------------- | ----------------- |
| Гел Якіч  | слалом, сидячи             | DNF     | DNF     | DNF     | DNF     | DNF     | DNF     | DNF               | DNF               | DNF               |
| Гел Якіч  | гігантський слалом, сидячи | 1:49.66 | +31.56  | 29      | DNF     | DNF     | DNF     | DNF               | DNF               | DNF               |